# Ellison Onizuka
Ellison Shoji Onizuka, född 24 juni 1946 i Kealakekua, Hawaii, död 28 januari 1986, var en amerikansk astronaut uttagen i astronautgrupp 8 den 16 januari 1978.

## Eftermäle
Nedslagskratern Onizuka på månen, är uppkallad efter honom.
Asteroiden 3355 Onizuka är uppkallade efter honom.
2004 tilldelades han Congressional Space Medal of Honor.
Northrop Grumman:s rymdfarkost Cygnus NG-16 är uppkallad efter honom.

## Rymdfärder
- STS-51-C
- STS-51-L